# Antoine de Créquy Canaples
Antoine de Créquy Canaples (França, 17 de julho de 1531 - Amiens, 20 de junho de 1574) foi um cardeal do século XVII

## Biografia
Nasceu em França em 17 de julho de 1531. Filho de Jean de Créqui, signeur de Canaples, e Marie d'Acignè. Ele herdou a grande riqueza de sua família após a morte de seus dois irmãos e a deixou para o filho de sua irmã, Antoine de Blanchefort. Seu sobrenome também está listado como Créquy.
Enviado a Paris em 1539 para receber uma educação "conveniente". Letratura di medíocre. (Nenhuma informação educacional adicional encontrada)..
Clérigo de Terouanne. Abade comendador de Saint-Julien de Tours, 1552. Designado bispo de Therouanne em 1553, mas nunca ocupou a sé. Chanceler da Ordem de Saint-Michel. Abade comendador do mosteiro cisterciense de Valloires. Abade comendador de Saint-Pierre de Sélincourt; e de Saint-Martin-aux-Jumeaux. Cavaleiro da Ordem do Rei . Reitor de Saint-Pierre de Selincourt. Nomeado bispo de Nantes pelo rei Henrique II da França em 1552, mas não obteve a bula de nomeação até 1561..
Eleito bispo de Nantes em 15 de dezembro de 1553..
Ordenado, na manhã de 22 de abril de 1554, por Gilles de Gaude, bispo titular de Raphanea. Consagrado bispo, 22 de abril de 1554, Nantes, capela do bispado, por François de Laval, bispo de Dol, auxiliado por Gilles de Gaude, bispo titular de Raphanea, e por François de Créqui, ex-bispo de Therouanne. Transferido para a sé de Amiens, que trocou com o cardeal Nicolas Pellevé, em 14 de julho de 1564. Abade comendador de Saint-Vaast de Moreuil a partir de 1569. Abade comendador de Saint-Pierre de Cravicuria, diocese de Amiens. Conselheiro de Estado do rei Carlos IX da França..
Criado cardeal diácono no consistório de 12 de março de 1565. Não participou do conclave de 1565-1566, que elegeu o Papa Pio V. Recebeu o barrete vermelho e a diaconia de São Trifão, título declarado pro illa vice- diaconia, 13 de março , 1566. Não participou do conclave de 1572, que elegeu o Papa Gregório XIII..
Morreu em Amiens em 20 de junho de 1574. A oração fúnebre foi proferida por Jacques Séguier, cônego e chanceler de Amiens. Segundo o seu testamento, o seu corpo foi embalsamado e sepultado na abadia de Moreuil; e o seu coração foi colocado num relicário de chumbo e sepultado em frente ao altar-mor da catedral de Amiens.